# Valerio Costa
Valerio Costa (Reggio Calabria, 9 aprile 1997) è un cestista italiano.